# Saropogon maroccanus
Saropogon maroccanus är en tvåvingeart som beskrevs av Seguy 1930. Saropogon maroccanus ingår i släktet Saropogon och familjen rovflugor. Inga underarter finns listade i Catalogue of Life.